# Hetang, Zhuzhou
Hetang är ett stadsdistrikt i Zhuzhou i Hunan-provinsen i södra Kina.